# Handvatverwarming

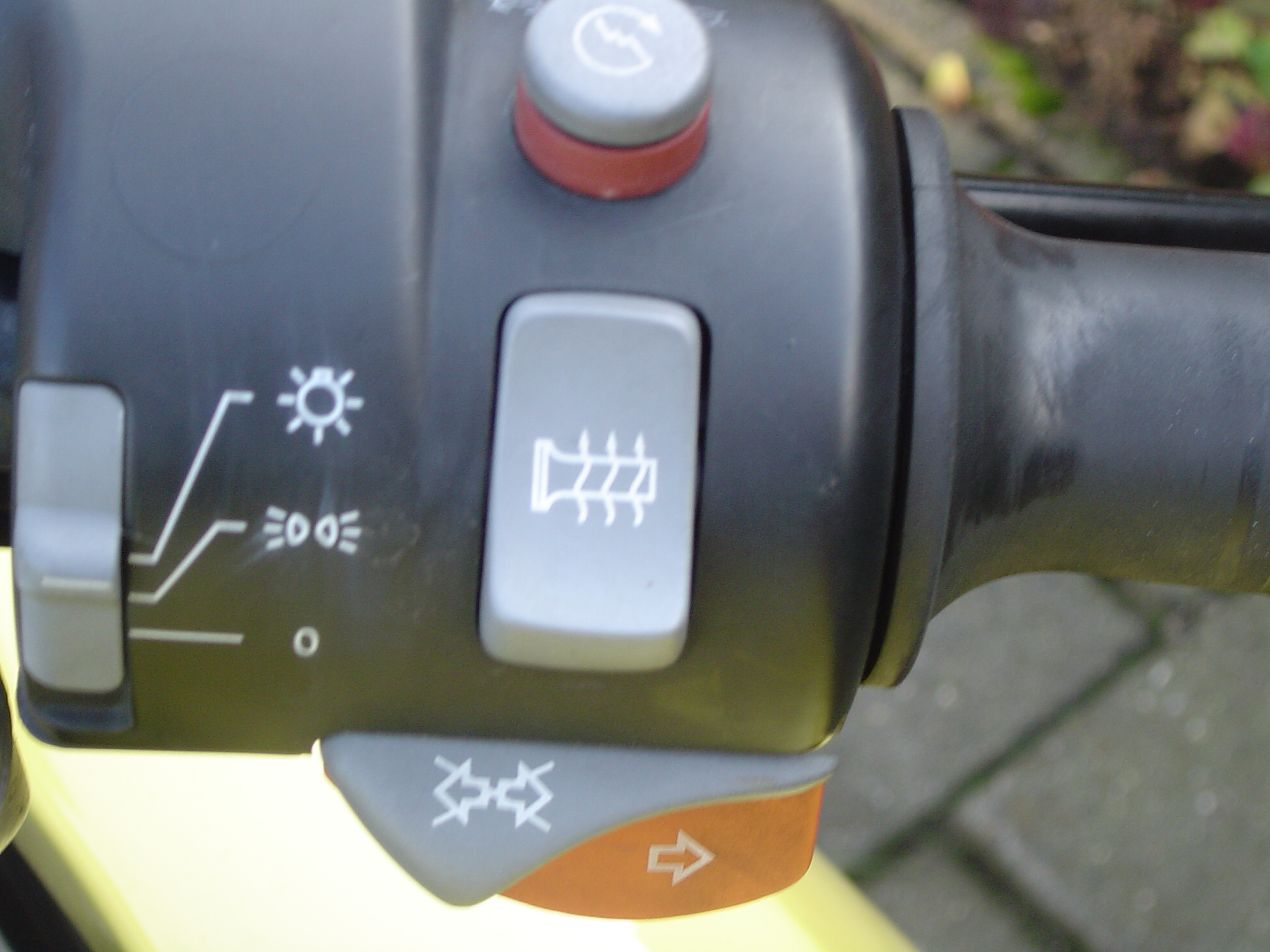
Schakelaar van de handvatverwarming

Handvatverwarming is een elektrisch verwarmingssysteem voor de handvatten van een motorfiets. Het was vanaf de jaren 80 als accessoire leverbaar. Eerst alleen via de after-market maar werd later ook standaard op grotere toermodellen gemonteerd. Er kwam zelfs zadelverwarming.
Een probleem voor motorrijders is in de winter altijd het behoud van lichaamswarmte geweest. Aanvankelijk werd dit opgelost door kranten onder de kleding te dragen of zich dik aan te kleden. In de jaren 70 werden elektrisch verwarmde handschoenen, sokken en zelfs complete pakken te koop aangeboden. Daarvoor was alleen de accu niet altijd sterk genoeg en was die te snel leeg.
In de huidige tijd zorgen stroomlijnkuipen en sterk verbeterde motorkleding voor een redelijk behaaglijke temperatuur. Zelfs de "doorrijders" hoeven het niet meer koud te hebben. Toch zijn handvatverwarming en/of verwarmde handschoenen ( tegenwoordig ook met losse oplaadbare accupakketten) een goed middel om de handen warm te houden. Ook tijdens koude dagen in het najaar en voorjaar.